# Ruth Bisibori Nyangau

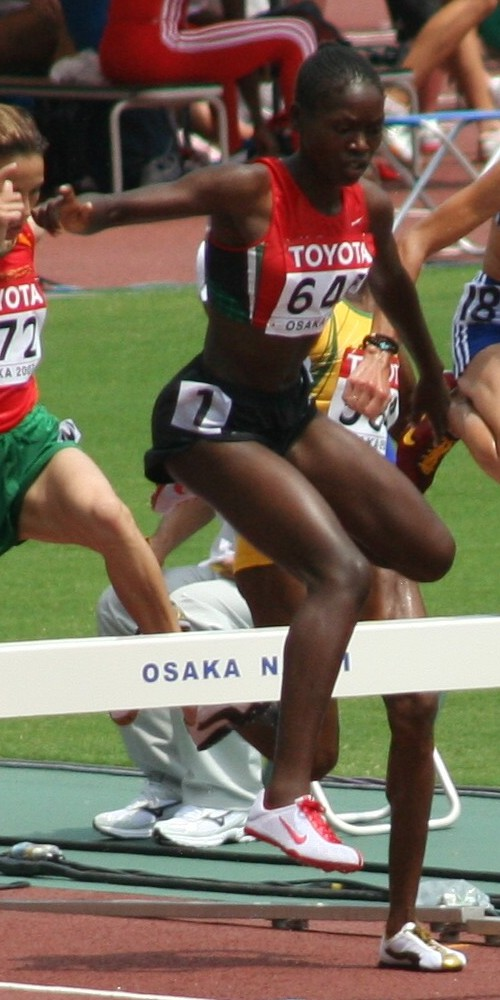
Ruth Bisibori Nyangau

Ruth Bisibori Nyangau, född den 2 januari 1988, Bosiango, Kenya, är en kenyansk friidrottare som tävlar i medeldistanslöpning och på 3 000 meter hinder.
Bisibori deltog vid VM 2007 på 3 000 meter hinder och slutade på fjärde plats. Vid Afrikanska mästerskapet 2008 slutade hon på tredje plats. Hon var även med vid Olympiska sommarspelen 2008 i Peking där hon blev sexa. Vid IAAF World Athletics Final 2008 i Stuttgart slutade hon på tredje plats. 
Hon deltog vid VM 2009 i Berlin där hon slutade på sjunde plats i hinderloppet. Hon avslutade friidrottsåret med att vinna IAAF World Athletics Final 2009.

## Personliga rekord
- 3 000 meter hinder - 9.13,16 från 2009